# Bacio feroce
Bacio feroce è il quarto romanzo di Roberto Saviano, pubblicato nel 2017 dalla casa editrice Feltrinelli. È il secondo romanzo di finzione di Saviano ed il seguito de La paranza dei bambini.
Il libro è stato tradotto in francese con il titolo di Baiser feroce, in spagnolo come Beso feroz, in inglese come Savage Kiss e in numerose altre lingue.

## Trama
Dopo un tentativo di vendicarsi della morte del fratello di Nicolas Fiorillo, la paranza dei bambini continua la scalata verso il potere, per conquistare tutta Napoli. Con l'aiuto di Don Vittorio, Nicolas con il suo gruppo riesce a intercettare di persona i carichi di droga al porto di Napoli. Tutto sembra andare per il meglio quando il Maraja Nicolas, ormai diventato un feroce capo-banda, uccide gli "infami" del gruppo e inizia una faida con una famiglia locale. Sul finire delle vicende, Nicolas viene invitato da Don Vittorio in un'importante riunione. Il Maraja, che aspirava a prendersi Forcella, Napoli, l'Italia, il mondo, viene riportato coi piedi per terra, quando si trova di fronte a un tavolo in cui il suo boss e i suoi contendenti al trono partenopeo siedono cordialmente insieme.
Il romanzo termina con un clamoroso tradimento, quello di Don Vittorio, che da tempo trattava coi nemici del suo figlioccio criminale.

## Edizioni
- Roberto Saviano, Bacio feroce, collana I Narratori, Milano, Feltrinelli, 2017, ISBN 9788807032615.
- Roberto Saviano, Bacio feroce, letto da Lino Musella, regia di Flavia Gentili, Roma, Emons, 2018. (audiolibro)
- Roberto Saviano, Bacio feroce, collana Universale Economica Feltrinelli, Milano, Feltrinelli, 2019, ISBN 9788858834923.